# Campeonato Mundial de Taekwondo de 2017
O Campeonato Mundial de Taekwondo de 2017 foi a 23ª edição do evento, organizado pela Federação Mundial de Taekwondo (WTF) entre 24 de junho a 30 de junho de 2017. A competição foi realizada no Taekwondowon, em Muju, Coreia do Sul. 

## Resultados
Os resultados foram os seguintes. 
Masculino
| Evento                   | Ouro                          | Prata                           | Bronze                             |
| Até 54 kg (detalhes)     | Coreia do Sul Kim Tae-hun     | Irão Armin Hadipour             | Itália · Vito Dell'Aquila          |
| Até 54 kg (detalhes)     | Coreia do Sul Kim Tae-hun     | Irão Armin Hadipour             | Tailândia · Ramnarong Sawekwiharee |
| Até 58 kg (detalhes)     | Coreia do Sul Jeong Yun-jo    | Rússia · Mikhail Artamonov      | México · Carlos Navarro            |
| Até 58 kg (detalhes)     | Coreia do Sul Jeong Yun-jo    | Rússia · Mikhail Artamonov      | Espanha · Jesús Tortosa            |
| Até 63 kg (detalhes)     | China · Zhao Shuai            | Irão Mirhashem Hosseini         | Reino Unido · Bradly Sinden        |
| Até 63 kg (detalhes)     | China · Zhao Shuai            | Irão Mirhashem Hosseini         | Azerbaijão · Mahammad Mammadov     |
| Até 68 kg (detalhes)     | Coreia do Sul Lee Dae-hoon    | Taipé Chinesa · Huang Yu-jen    | Bulgária · Vladimir Dalakliev      |
| Até 68 kg (detalhes)     | Coreia do Sul Lee Dae-hoon    | Taipé Chinesa · Huang Yu-jen    | Jordânia · Ahmad Abu-Ghaush        |
| Até 74 kg (detalhes)     | Rússia · Maksim Khramtsov     | Uzbequistão · Nikita Rafalovich | Irão Masoud Hajji-Zavareh          |
| Até 74 kg (detalhes)     | Rússia · Maksim Khramtsov     | Uzbequistão · Nikita Rafalovich | Cazaquistão · Kairat Sarymsakov    |
| Até 80 kg (detalhes)     | Azerbaijão · Milad Beigi      | Rússia · Anton Kotkov           | Reino Unido · Damon Sansum         |
| Até 80 kg (detalhes)     | Azerbaijão · Milad Beigi      | Rússia · Anton Kotkov           | Moldávia · Aaron Cook              |
| Até 87 kg (detalhes)     | Alemanha · Alexander Bachmann | Rússia · Vladislav Larin        | Coreia do Sul In Kyo-don           |
| Até 87 kg (detalhes)     | Alemanha · Alexander Bachmann | Rússia · Vladislav Larin        | Eslovênia · Ivan Trajkovič         |
| Mais de 87 kg (detalhes) | Níger · Abdoul Razak Issoufou | Reino Unido · Mahama Cho        | Gabão · Anthony Obame              |
| Mais de 87 kg (detalhes) | Níger · Abdoul Razak Issoufou | Reino Unido · Mahama Cho        | Rússia · Roman Kuznetsov           |

Feminino
| Evento                   | Ouro                          | Prata                              | Bronze                                  |
| Até 46 kg (detalhes)     | Coreia do Sul Sim Jae-young   | Vietname · Trương Thị Kim Tuyến    | Colômbia · Andrea Ramírez               |
| Até 46 kg (detalhes)     | Coreia do Sul Sim Jae-young   | Vietname · Trương Thị Kim Tuyến    | Tailândia · Napaporn Charanawat         |
| Até 49 kg (detalhes)     | Sérvia · Vanja Stanković      | Tailândia · Panipak Wongpattanakit | China · Wenren Yuntao                   |
| Até 49 kg (detalhes)     | Sérvia · Vanja Stanković      | Tailândia · Panipak Wongpattanakit | Croácia · Kristina Tomić                |
| Até 53 kg (detalhes)     | Turquia · Zeliha Ağrıs        | Rússia · Tatiana Kudashova         | Uzbequistão · Dinorahon Mamadibragimova |
| Até 53 kg (detalhes)     | Turquia · Zeliha Ağrıs        | Rússia · Tatiana Kudashova         | Letônia · Inese Tarvida                 |
| Até 57 kg (detalhes)     | Coreia do Sul Lee Ah-reum     | Turquia · Hatice Kübra İlgün       | Reino Unido · Jade Jones                |
| Até 57 kg (detalhes)     | Coreia do Sul Lee Ah-reum     | Turquia · Hatice Kübra İlgün       | Suécia · Nikita Glasnović               |
| Até 62 kg (detalhes)     | Costa do Marfim · Ruth Gbagbi | Irão Kimia Alizadeh                | Coreia do Sul Kim So-hee                |
| Até 62 kg (detalhes)     | Costa do Marfim · Ruth Gbagbi | Irão Kimia Alizadeh                | Rússia · Tatiana Kuzmina                |
| Até 67 kg (detalhes)     | Turquia · Nur Tatar           | Estados Unidos · Paige McPherson   | Coreia do Sul Kim Jan-di                |
| Até 67 kg (detalhes)     | Turquia · Nur Tatar           | Estados Unidos · Paige McPherson   | China · Zhang Mengyu                    |
| Até 73 kg (detalhes)     | Sérvia · Milica Mandić        | Coreia do Sul Oh Hye-ri            | México · María Espinoza                 |
| Até 73 kg (detalhes)     | Sérvia · Milica Mandić        | Coreia do Sul Oh Hye-ri            | Países Baixos · Reshmie Oogink          |
| Mais de 73 kg (detalhes) | Reino Unido · Bianca Walkden  | Estados Unidos · Jackie Galloway   | Coreia do Sul An Sae-bom                |
| Mais de 73 kg (detalhes) | Reino Unido · Bianca Walkden  | Estados Unidos · Jackie Galloway   | China · Zheng Shuyin                    |

## Quadro de medalhas
O quadro de medalhas foi publicado. 
| Ordem | País            | Medalha de ouro | Medalha de prata | Medalha de bronze | Total |
| ----- | --------------- | --------------- | ---------------- | ----------------- | ----- |
| 1     | Coreia do Sul   | 5               | 1                | 4                 | 10    |
| 2     | Turquia         | 2               | 1                | 0                 | 3     |
| 3     | Sérvia          | 2               | 0                | 0                 | 2     |
| 4     | Rússia          | 1               | 4                | 2                 | 7     |
| 5     | Reino Unido     | 1               | 1                | 3                 | 5     |
| 6     | China           | 1               | 2                | 0                 | 3     |
| 7     | Azerbaijão      | 1               | 0                | 3                 | 4     |
| 8     | Alemanha        | 1               | 0                | 0                 | 1     |
| 8     | Costa do Marfim | 1               | 0                | 0                 | 1     |
| 8     | Níger           | 1               | 0                | 0                 | 1     |
| 11    | Irão            | 0               | 3                | 1                 | 4     |
| 12    | Estados Unidos  | 0               | 2                | 0                 | 2     |
| 13    | Tailândia       | 0               | 1                | 2                 | 3     |
| 14    | Uzbequistão     | 0               | 1                | 1                 | 1     |
| 15    | Taipé Chinesa   | 0               | 1                | 0                 | 1     |
| 15    | Vietname        | 0               | 1                | 0                 | 1     |
| 17    | México          | 0               | 0                | 2                 | 2     |
| 18    | Bulgária        | 0               | 0                | 1                 | 1     |
| 18    | Colômbia        | 0               | 0                | 1                 | 1     |
| 18    | Croácia         | 0               | 0                | 1                 | 1     |
| 18    | Gabão           | 0               | 0                | 1                 | 1     |
| 18    | Itália          | 0               | 0                | 1                 | 1     |
| 18    | Jordânia        | 0               | 0                | 1                 | 1     |
| 18    | Cazaquistão     | 0               | 0                | 1                 | 1     |
| 18    | Letônia         | 0               | 0                | 1                 | 1     |
| 18    | Moldávia        | 0               | 0                | 1                 | 1     |
| 18    | Países Baixos   | 0               | 0                | 1                 | 1     |
| 18    | Eslovênia       | 0               | 0                | 1                 | 1     |
| 18    | Espanha         | 0               | 0                | 1                 | 1     |
| 18    | Suécia          | 0               | 0                | 1                 | 1     |
| Total | Total           | 16              | 16               | 32                | 64    |